# Il piccolo Sir Nicholas
Il piccolo Sir Nicholas (Little Sir Nicholas) è una serie televisiva britannico-statunitense diretta da David Benedictus, andata in onda in prima visione sulla rete televisiva britannica BBC One dal 3 gennaio all 7 febbraio 1990.

## Trama
La storia segue il giovane Nicholas Tremaine, erede della ricca tenuta della famiglia Tremaine. Quando Nicholas, insieme ai suoi genitori, Sir Walter e Lady Tremaine, vengono dati per dispersi in mare dopo che la loro nave affonda durante una tempesta, la famiglia crede che siano morti. Tuttavia, all'insaputa di tutti, Nicholas sopravvive al naufragio e viene trascinato a riva in un piccolo villaggio di pescatori in Francia, dove viene accolto e cresciuto da una gentile famiglia francese. Anni dopo, in Inghilterra, la tenuta dei Tremaine rimane senza un erede chiaro. La nonna di Nicholas, Lady Tremaine, è determinata a trovare un successore legittimo per preservare l'eredità familiare. Nel frattempo, Joanna Tremaine, l'ambiziosa madre di Gerald—un ragazzo che è stato cresciuto come erede temporaneo—vuole assicurarsi l'eredità per suo figlio. Quando Nicholas viene infine scoperto vivo e riportato in Inghilterra, il suo ritorno minaccia la posizione di Gerald, scatenando tensioni e conflitti all'interno della famiglia. Lady Tremaine accoglie calorosamente Nicholas e cerca di ristabilire il suo legittimo posto come "Piccolo Sir Nicholas", ma Joanna Tremaine trama per screditarlo, dando vita a una drammatica lotta per l'eredità